# Camilo Castelo Branco

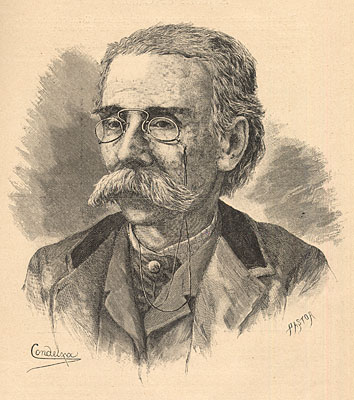
Camilo Castelo Branco.

Camilo Castelo Branco, född 16 mars 1825 och död 1 juli 1890, var en portugisisk lyriker, dramatiker, romanförfattare och litteraturkritiker.
Camilo Castelo Branco var en oerhört produktiv författare som publicerade mer än 260 böcker, 58 av dem romaner. Han tillhörde på fadersidan provinsadeln i norra Portugal men föddes utom äktenskapet och blev tidigt föräldralös. Han växte upp under fattiga förhållanden i en liten by i regionen Trás-os-Montes och erhöll fram till tretton års ålder en viss hemundervisning av tre ogifta fastrar. Under tonåren fostrades han i ett katolskt seminarium nära hembyn, och utmärkte sig för sitt skarpa intellekt och sina snabba framsteg i grekiska och latin. Han studerade sedan medicin och teologi och påbörjade en prästutbildning, men hans rastlösa temperament och romantiska oavhängighetssträvan gjorde att han satsade allt på en karriär som författare. Jämte det hektiska skrivandet för brödfödan genomlevde Castelo Branco ett antal kärleksaffärer. 1861 fängslades han och hustrun till en affärsman i Porto för äktenskapsbrott, efter att de rymt tillsammans. I fängelset skrev han på två veckor sitt mest kända verk, Amor de perdiçāo (1861-62, svensk översättning av Johan Vising En kärlekens martyr, 1889), en berättelse om dömd kärlek, där familjers motstånd och samhällets fördomar förhindrar kärlekslyckan och driver bokens hjälte till förbrytelser och landsflykt. Ett par år senare dog köpmannen, och Castelo Branco och änkan, Ana Plácido, kunde bosätta sig i en by i nordvästra Portugal. Castelo Brancos liv var upprört och olyckligt, dels p.g.a. familjesorger men också genom hans eget temperament. Han drabbades dessutom på äldre dar av en ögonsjukdom, som ledde till en alltmer försämrad syn och slutligen hotade att övergå i total blindhet. Då han fått veta att blindheten inte kunde botas, och i förtvivlan över att hans son blivit mentalsjuk, begick han självmord med en revolver. I Castelo Brancos omfångsrika litterära produktion märks romanerna Os mysterios de Lisboa (3 band, 1854) och O Romance de um Homem Rico (1861) Castelo Branco var under lång tid Portugals populäraste författare. 1885 blev han vicomte de Correia Botelho.

## Filmatiseringar i urval
- Amor de perdição, 1979, regi Manoel de Oliveira
- Mistérios de Lisboa, 2010, regi Raúl Ruiz